# Aerocyanidin
Aerocyanidin ist ein natürlich vorkommendes Antibiotikum. Strukturell handelt es sich um eine Fettsäure mit einer Hydroxy-, einer Epoxid- und einer Isonitril-Funktion.

## Vorkommen
Aerocyanidin wurde 1987 aus Chromobacterium violaceum isoliert.

## Biosynthese
Mindestens ein Gen, das für die Biosynthese von Aerocyanidin notwendig ist, wurde entdeckt.

## Gewinnung
Aerocyanidin ist wenig stabil, was die Gewinnung aus der Fermentationslösung schwierig macht. Durch Aufreinigung mittels Gegenstromverteilungschromatographie und Reversed-Phase-Chromatographie konnten aus 260 Litern Lösung 138 Milligramm der Verbindung gewonnen werden.

## Eigenschaften
Aerocyanidin zersetzt sich leicht und ist empfindlich gegen Säuren und besonders gegen Basen. Durch eine Payne-Umlagerung bildet sich ein Epoxy-Keton. Dabei wird Blausäure freigesetzt. Die Verbindung ist nur bei pH-Werten zwischen 4 und 8 stabil.

Abbau von Aerocyanidin zu einem Epoxyketon durch Payne-Umlagerung.

Aerocyanidin ist ein Antibiotikum, das vor allem gegen gram-positive Bakterien wirkt, darunter Staphylococcus aureus, Streptococcus faecalis, Proteus mirabilis. Der Wirkmechanismus ist nicht vollständig bekannt: Die Isonitril-Funktion ist notwendig, da das Keton-Folgeprodukt keine nennenswerte antibakterielle Wirkung hat, andererseits lässt sich die Wirkung nicht nur durch die Freisetzung von Cyanid erklären, da reines Cyanid weniger wirksam gegen die gleichen Bakterien ist.